# Temple Grandin
Mary Temple Grandin (Boston, Massachusetts, Estados Unidos; 29 de agosto de 1947) es una zoóloga, etóloga y profesora estadounidense de la Universidad Estatal de Colorado. Se doctoró en Ciencia Animal en la Universidad de Illinois. Desde noviembre de 2016 es profesora de comportamiento animal en la Universidad de Colorado. Además, es autora de libros como Thinking in Pictures o Animals in Translation.
Es ampliamente reconocida como una de las primeras personas diagnosticadas con autismo en compartir públicamente puntos de vista de su experiencia personal en cuanto a su condición. Además, es la inventora de la máquina de dar abrazos, un dispositivo para calmar a personas que sufren de sobre estimulación y ansiedad ante el abrazo de otra persona, como es común entre las personas con autismo.
Es una gran defensora del bienestar de los animales, sobre todo de los animales explotados por la industria ganadera. Ha reformado mataderos y ranchos a lo ancho y largo de los Estados Unidos en defensa de una vida y una muerte significativamente menos dolorosa. Considera que las medidas bienestaristas contribuyen a que la industria de la explotación animal funcione de un modo «seguro, eficiente y rentable».
Considera que el pensamiento de una persona con autismo es una especie de apeadero entre el pensamiento animal y el humano. Esto la ha llevado a realizar experimentación y a profundizar no solo en la etología sino también en la neuropsicología.

## Biografía
Nacida en 1947, el desapego progenitor comenzó a manifestarse a los seis meses de edad, cuando su madre percibió que rechazaba sus abrazos. Más tarde se hizo evidente que la pequeña Temple no soportaba que la tocaran. A medida que pasaban los días, sus abuelos y sus padres se dieron cuenta de que Temple no soportaba a nadie, ni siquiera a su madre. Además no pronunciaba una palabra. A los tres años los médicos dijeron que tenía daño cerebral. No fue diagnosticada formalmente como parte del espectro autista hasta años más tarde. Junto con el diagnóstico tardío del autismo vino el de Síndrome de Aspergerr y Trastorno por déficit de atención con hiperactividad.
En los años cincuenta, la recomendación médica para personas con un trastorno del espectro autista era la del internamiento en una institución psiquiátrica. Pero su madre se negó y logró que su hija ingresara en el Boston Children Hospital, líder de la época en investigación de tratamientos para niños con necesidades especiales. Recibió terapia personalizada para aprender a hablar, terapias ocupacionales y juegos educativos que ayudaron a su desarrollo.
De joven sufrió bullying en el instituto. Esa fue su peor época vital: la consideraban rara, se burlaban de ella y la intimidaban. Solo tenía amistades en aquellas actividades que se relacionaban con sus intereses, como los caballos o la electrónica. Asistió a varias escuelas y fue expulsada a los 14 años de la Beaver Country Day School por tirarle un libro a un compañero de colegio que se había burlado de ella.
Las enseñanzas y acompañamiento de su maestra de ciencias en la secundaria y el apoyo de su familia la motivaron a seguir la carrera de diseño de equipos agrícolas y estudiar Ciencias. Obtuvo su grado en el colegio Franklin Pierce en 1970.

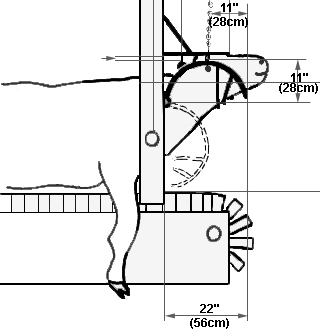
Máquina para sujetar ganado de Grandin

Después del divorcio de sus padres, fue a pasar unos días a la granja de ganado de su tío en Arizona. Entrar en contacto con el ganado se convirtió en una gran experiencia formativa hacia su posterior interés profesional. Allí se fijó en una máquina que se usaba para tranquilizar al ganado cuando venía el veterinario a explorarlos: dos placas metálicas que comprimían a las reses por los lados. La presión suave parecía relajarlas. Entonces pensó en hacer un artilugio semejante para ella: una máquina de abrazar, lo que le proporcionaría el estímulo táctil que tanto necesitaba, pero que no podía obtener porque no soportaba el contacto físico con las personas. Poco después entró en una escuela especial para niños con problemas emocionales y sus profesores la animaron a que construyera la máquina. La máquina permitiría a la persona que la usara controlar la duración y la intensidad del «abrazo» mecánico. Temple la convirtió en parte de su propia terapia. La ayudaba a relajarse y le sirvió para empezar a sentir cierta empatía hacia los demás. Hoy hay clínicas para tratamiento de niños autistas que utilizan la máquina inventada por Temple.
Decidió estudiar psicología y especializarse en comportamiento animal dada su estrecha relación con los animales. En la adolescencia, parte de la terapia pasaba por montar y cuidar a caballos. Pero ella pronto descubrió que éstos también tenían problemas emocionales, lo que la inspiró a dedicar su vida a la mejora del bienestar animal.
Es una referencia tanto en bienestar animal como entre la comunidad autista. El neuropsiquiatra Oliver Sacks dedicó un capítulo en Un antropólogo en Marte a la vida de Temple. Su libro fue la primera narración sobre el autismo contada desde dentro. Hasta entonces, tanto médicos como familiares de personas autistas habían pensado que dentro del pensamiento de una persona autista no había nada. Ha sido una defensora activa de la educación inclusiva y ha utilizado su propia experiencia como persona con autismo para promover la comprensión y la aceptación de las personas neurodivergentes, muchas de ellas de la Ciencia, en la sociedad.

Temple ha demostrado sin lugar a dudas que hay esperanza para los niños autistas: que la insistencia constante y en profundidad, la comprensión, la aceptación, las expectativas adecuadamente elevadas y el apoyo para que desarrollen sus mejores cualidades proporcionan una base a partir de la cual esos niños pueden progresar hasta el límite de sus posibilidades.
William Carlock

## Estudios
Obtuvo su licenciatura en Psicología por la Franklin Pierce College en 1970. Posteriormente, obtuvo una maestría en Zoología en la Arizona State University en 1975, especializándose en etología. Su tesis de maestría se centró en el comportamiento del ganado, un tema que se convertiría en el foco principal de su trabajo futuro.
Continuó sus estudios y en 1989 obtuvo un doctorado en Zoología en la Universidad de Illinois en Urbana-Champaign. Su investigación doctoral se centró en el diseño de sistemas de manejo de ganado que reducen el estrés y mejoran el bienestar animal durante la producción. Durante sus estudios de posgrado, Grandin se destacó por su enfoque innovador en el diseño de instalaciones ganaderas y su comprensión única del comportamiento animal. Sus investigaciones y diseños han tenido un impacto significativo en la industria ganadera, promoviendo prácticas más humanas y sostenibles logrando una explotación animal segura, eficiente y rentable. Basándose en estas ideas, inventó un sistema de manejo de ganado especial que se usa en muchas de las grandes compañías productoras de carne de Norteamérica; creó un sistema numérico de clasificación para evaluar el bienestar animal en mataderos; diseñó corrales para reducir el estrés y las heridas de las reses, etc.

## Premios y reconocimientos
En 2010 fue reconocida por la revista Time como una de las 100 personalidades más influyentes del mundo.

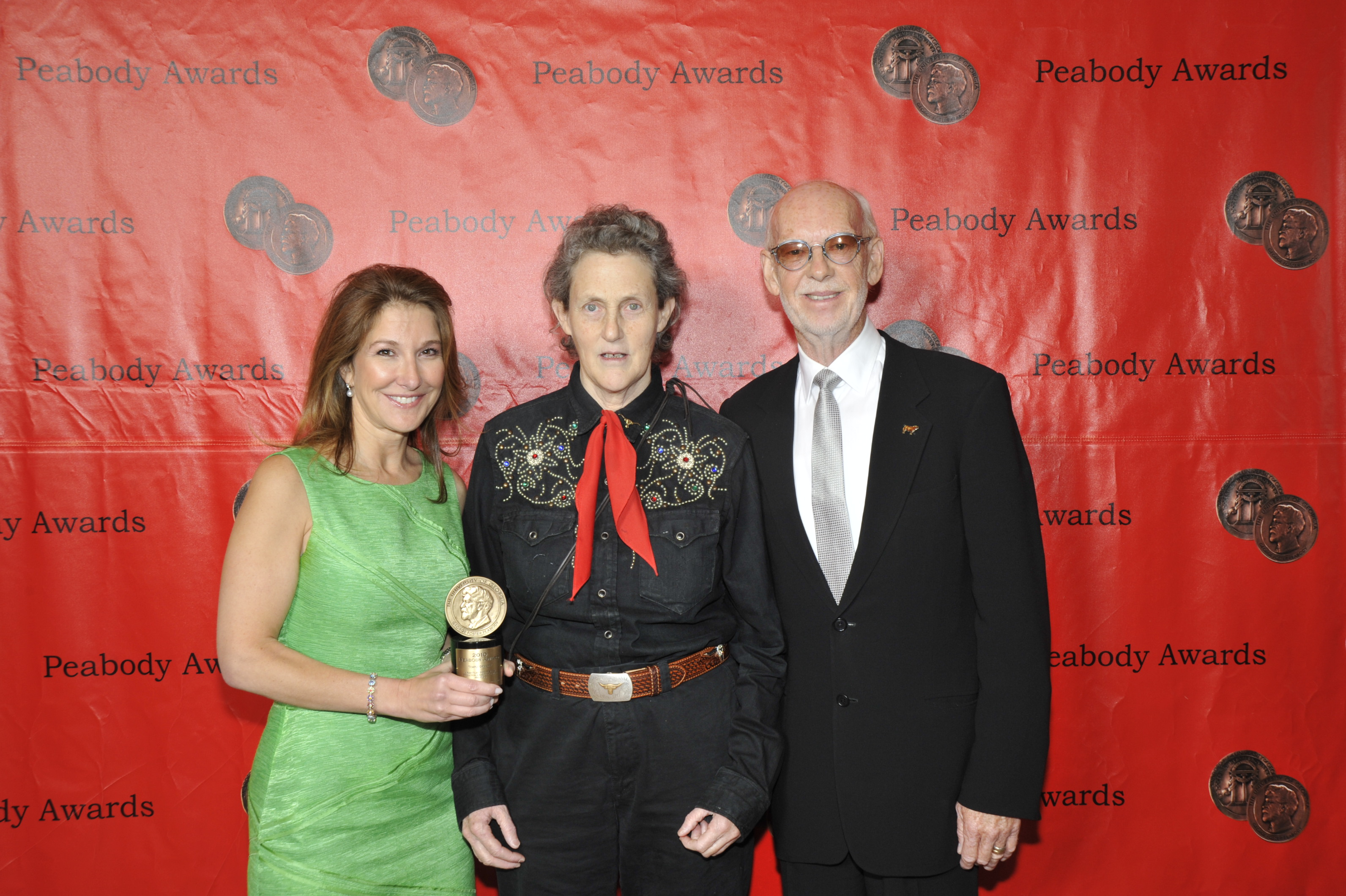
Premios Peabody

En 2010 la cadena de televisión estadounidense HBO estrenó una película biográfica basada en ella, titulada con su nombre, y protagonizada por Claire Danes. La película recibió siete Emmys, un Globo de Oro y un Peabody.
También ha ganado premios otorgados por la industria ganadera, incluyendo en 2001 el Richard L. Knowlton Award from Meat Marketing and Technology Magazine y el premio Industry Advancement from the American Meat Institute y el premio a las personas líderes de la industria cárnica BeefTop40, además del premio a toda una vida de logros de la Asociación Nacional de Ganaderos.
A principios de 2025 fue reconocida como Mujer del Año 2025 por USA Today.
La Asociación Médica Veterinaria Estadounidense (AVMA) le otorgó en 2025 el Premio Humanitario por su pionera defensa del bienestar animal en la industria ganadera a través del liderazgo, el servicio público, la educación, la investigación, el desarrollo de productos o la defensa de los derechos de los animales.
El 30 de junio de 2015 fue nombrada doctora honoris causa por la Universidad de Buenos Aires, en reconocimiento a su papel destacado en la educación y en la enseñanza.

## Algunas publicaciones
- (actualiz. 1999) Behavioral Principles of Livestock Handling. Professional Scientist, diciembre de 1989 (p. 1–11). 1989.[19]

- Emergence: Labeled Autistic. Con Margaret Scariano, 1986, y 1991 ISBN 0-446-67182-7[20]

- Factors That Impede Animal Movement at Slaughter Plants. J. of the Am. Veterinary Medical Assoc. 209 (4): 757-759. 1996

- Restraint of Livestock. Proc. Animal Behaviour Design of Livestock & Poultry Systems International Conference (p. 208-223). Publicó Northeast Regional Agric. Engineering Service. Cooperative Extension. 152 Riley – Robb Hall, Ithaca, New York. 1995.

- Euthanasia and Slaughter of Livestock. J. of Am. Veterinary Medical Assoc. 204: 1354-1360. 1994

- The Learning Style of People with Autism: An Autobiography. 1995. En Teaching Children with Autism : Strategies to Enhance Communication and Socializaion, Kathleen Ann Quill, ISBN 0-8273-6269-2

- Thinking in Pictures: Other Reports from My Life with Autism. 1996 ISBN 0-679-77289-8

- Developing Talents: Careers for Individuals with Asperger Syndrome and High-Functioning Autism. 2004 ISBN 1-931282-56-0

- Animals in Translation : Using the Mysteries of Autism to Decode Animal Behavior. Con Catherine Johnson. 2005 ISBN 0-7432-4769-8

- The Unwritten Rules of Social Relationships: Decoding Social Mysteries Through the Unique Perspectives of Autism. Con Sean Barron. 2005 ISBN 1-932565-06-X

- Livestock handling and transport. ISBN 978-1-84593-219-0. CABI, RU. 2007

- The Way I See It: A Personal Look At Autism And Aspergers. 2009

- Animals Make Us Human: Creating the Best life for Animals. Con Catherine Johnson. 2009 ISBN 978-0-15-101489-7

- Improving animal welfare: a practical approach. ISBN 978-1-84593-541-2, CABI, RU. 2010

- The Autistic Brain: Thinking Across the Spectrum (con Richard Panek, 2013) ISBN 978-0-547-63645-0

- Genetics and the Behavior of Domestic Animals, 2ª ed. (con Mark Deesing, 2013), ISBN 978-0-12-394586-0

- Making slaughterhouses more humane for cattle, pigs, and sheep. Annual Review of Animal Biosci. 1: 491-512. 2013[21]

- Cattle vocalizations are associated with handling and equipment problems at beef slaughter plants. Applied Animal Behaviour Sci. 71: 191-201, 2001